# جسر قوسي نفقي

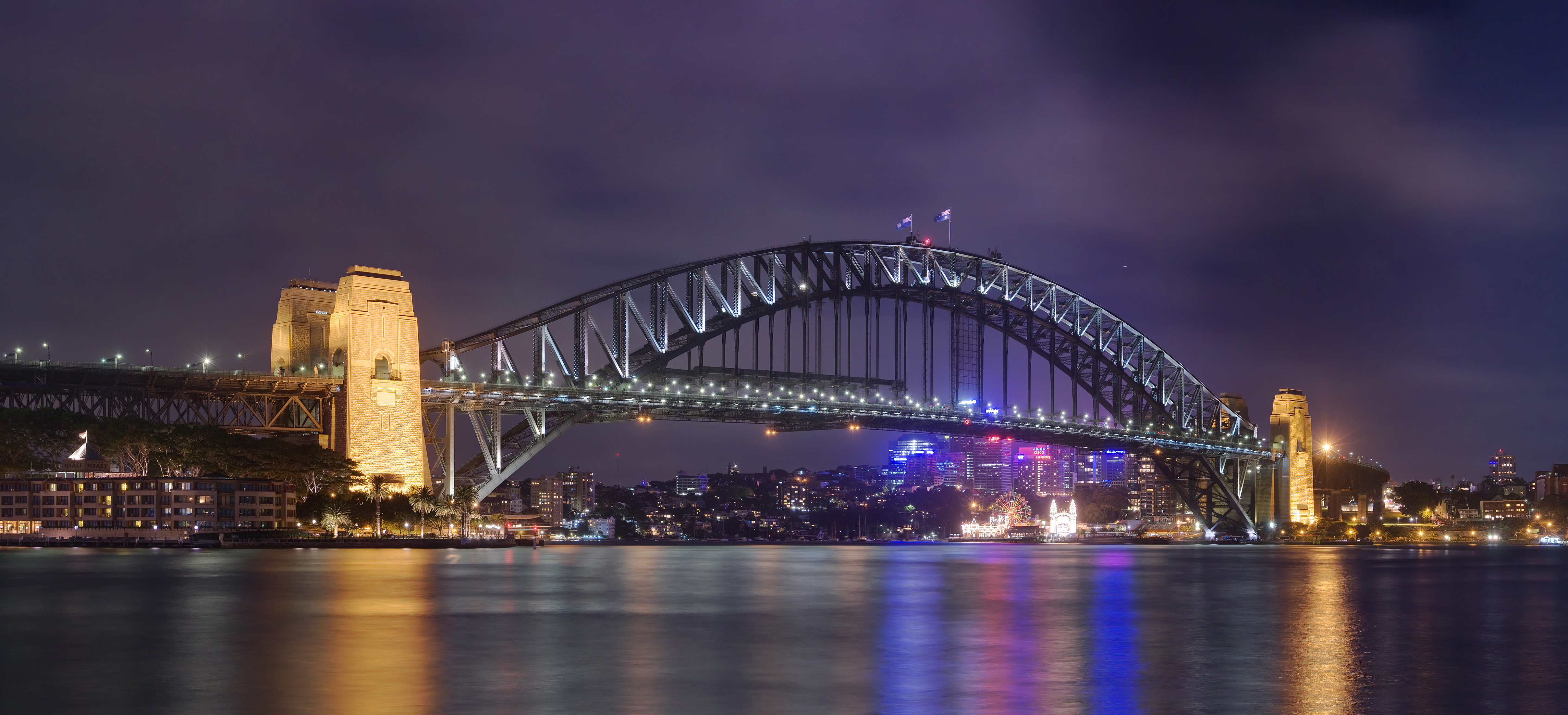
جسر ميناء سيدني في سيدني، أستراليا.

جسر مقوس نفقي أو  جسر نصف مقوس (بالإنجليزية: Through arch bridge) أحد أنواع الجسور القوسية، يتألف من قوس يدعم سطح الجسر عن طريق كوابل أو عن طريق تعليق قضبان التعادل، وهو جسر مصنوع من الحديد الصلب أو الخرسانة المسلحة. من الأمثلة على هذا النوع جسر ميناء سيدني، وهو جسر مقوس نفقي يُستخدم فيه نوع القوس الجملوني. تُعتبر هذه الجسور من خلال استخدام القوس على النقيض من الجسور المعلقة التي تستخدم سلسال للشد والتي يتم إرفاق الكابلات أو قضبان بها للتعليق.

## أمثلة معتبرة
- جسر بايون, الجسر الرابع طولا في العالم
- جسر تاين, اُفتتح في 1928.
- جسر كاوتيانمن, أطول جسر قوسي نفقي بالعالم.